# Sul (region)
Sul er den sydligste af Brasiliens fem regioner og består af delstaterne Paraná, Santa Catarina og Rio Grande do Sul. Regionen er kendt for at have den højeste levestandard i Brasilien.

## Fakta
- Areal: 577.214 km² (6,2%)
- Befolkning: 27.384.815 indbyggere (47,59 indb./km², 12,5%)
- BNP: ~91,5 mia. US$ (16,5%)
- Klima: Tempereret klima i størsteparten af regionen. Længst i syd kan der komme sne om vinteren. Den nordøstlige del har et tropisk eller subtropisk klima.
- Største byer: Curitiba (1.586.848); Porto Alegre (1.360.033); Londrina (446.822); Joinville (429.004); Caxias do Sul (360.223); Florianópolis (341.781); Pelotas (323.034); Canoas (305.711); Maringá (288.465); Ponta Grossa (281.000); Blumenau (277.500); Cascavel (273.000); Foz do Iguaçu (269.585); Santa Maria (243.396), Rio Grande (238.000)
- Økonomi: Bilindustri, tekstiler, turisme, energiproduktion, IT, frugtdyrking.

27°38′S 52°22′V / 27.63°S 52.37°V